# 昂曲
昂曲（こうきょく）とは、中華人民共和国青海省玉樹チベット族自治州雑多県結多郷唐古拉山の北の麓、瓦爾公氷河を水源とする瀾滄江最大の支流でチベット自治区の昌都で合流する。
チベット巴青県を境に松曲、青海省では解曲と呼ばれる。

## 河川利用
2万5000Kw以上の水力発電所が４基ある。
即外令卡(9.8万)、東灘(6.5万)、麻古(5.4万)、拉優(3.24万)，最大出力は24.22万Kwで年間発電量12億3200万Kw/hである。